# مستشفى فايد التخصصي
مستشفي فايد التخصصي هي مستشفي في فايد، بمحافظة الإسماعيلية، مصر.

## الوصف
المستشفى تبلغ مساحتها 4,498 ألف متر مربع، وتتكون من المبنى الرئيسي وملحق به دور أرضي ودورين علويين، إضافة إلى المبنى الجديد والذي يضم دور أرضي وثلاثة أدوار علوية.
تبلغ الطاقة الاستيعابية للمستشفى أكثر من 120 سريرا منها «12 للاستقبال والطوارئ، 44 لغرف الإقامة، 3 للعزل، 4 للغرف الفندقية، 7 للعناية المركزة، 5 للرعاية المتوسطة، 10 للإفاقة، 12 للحضانات، 5 لتعقيم حضانات ومخزن حضانات معقمة»، بالإضافة إلى 14 عيادة خارجية، 4 غرف للعمليات، 2 غرفة للولادة الطبيعية، 20 كرسي وسرير للغسيل الكُلوي.
تضم المستشفى 4 أجنحة مختلفة «الاستقبال والطوارئ، العيادات الخارجية، الأشعة، الغسيل الكُلوي»، بالإضافة إلى 7 أقسام «إقامة المرضى، الإدارة، المعامل، العناية المركزة والمتوسطة، العمليات، الحضانات، الإجتماعات»، إلى جانب غرف المغسلة والتعقيم.